# Danh sách sự cố đám đông chèn ép và giẫm đạp

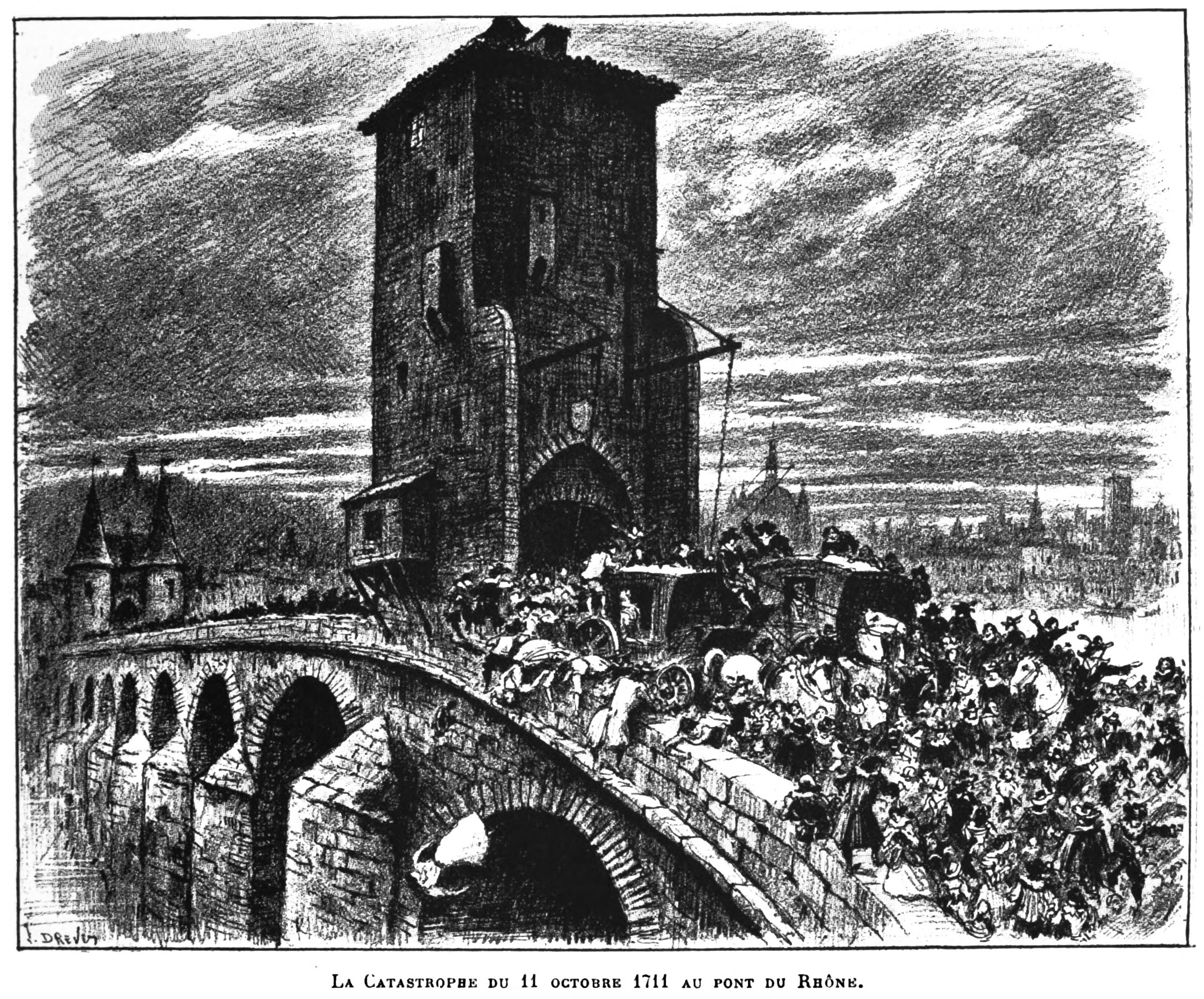
Thảm họa cầu Lyon, 1711

Danh sách này liệt kê những thảm họa do sự cố chèn ép gây chết người do đám đông. Hầu hết các sự kiện này đều là do đám đông và sự quản lý sự kiện kém của địa phương cũng như đơn vị tổ chức.
Ấn Độ được xem là quốc gia có số vụ giẫm đạp lớn nhất với 28 sự cố. Số người chết được ghi nhận nhiều nhất, với 5.000 người, xảy ra tại Ponte das Barcas ở Bồ Đào Nha vào năm 1809. Hai sự cố hiện đại chết chóc nhất đều thuộc về Ả Rập Xê Út trong cuộc hành hương Hajj hàng năm với thảm kịch đường hầm Mecca năm 1990 cướp đi sinh mạng của 1.426 người và vụ giẫm đạp Mina năm 2015 cướp đi 2.400 người.

## Trước thế kỷ 18
Vào năm 80 sau Công Nguyên, nhà sử học Do Thái-La Mã Josephus đã ghi lại rằng vào năm 66 sau Công Nguyên, khi sắp bắt đầu Chiến tranh Do Thái-La Mã lần thứ nhất, một người lính La Mã đã dẫn đường cho những người hành hương Do Thái tại Đền thờ Do Thái ở Jerusalem, những người đã tụ tập cho Passover và những câu nói đả kích nhau, đã gây ra một cuộc bạo loạn trong đó những thanh niên ném đá vào những người lính, còn một số người thì gọi quân tiếp viện. Những người hành hương hoảng sợ và vụ giẫm đạp sau đó được cho là dẫn đến cái chết của 10.000 người Do Thái.

## Thế kỷ 18
- Ngày 11 tháng 10 năm 1711: 245 người đã thiệt mạng vì bị thương trên cây cầu Guillotière ở Lyon, Pháp, khi một đám đông trở về từ một lễ hội ở phía bên kia sông Rhône bị mắc kẹt giữa cầu do va chạm giữa xe ô tô và xe tải.[4]
- Ngày 30 tháng 5 năm 1770: Ít nhất 133 người chết khi một màn bắn pháo hoa tại nơi hiện là Place de la Concorde ở Paris, một lễ kỷ niệm đám cưới của Louis XVI và Maria Antonia của Áo. Họ đã đặt ma-nơ-canh và các đồ trang trí khác bốc cháy, dẫn đến một sự hoảng loạn. Trong đó nhiều người đã bị giẫm đạp và những người khác bị chết đuối ở sông Seine liền kề. Một số nhà sử học đã đưa ra tổng số người chết lên đến 3.000.[5]

## Thế kỷ 19
| Số người chết | Thời gian diễn ra    | Tên sự cố                            | Quốc gia       | Địa điểm                                           | Mô tả |
| ------------- | -------------------- | ------------------------------------ | -------------- | -------------------------------------------------- | --- |
| 27–34+        | 23 tháng 2 năm 1807  | Thảm họa Newgate năm 1807            | Vương quốc Anh | Newgate Prison, London                             | Hàng chục khán giả đã chết khi một phần của đám đông khoảng 40.000 người chứng kiến một vụ hành quyết tràn về phía trước sau khi một chiếc xe tải bằng gỗ đổ sập. |
| 5.000         | 29 tháng 3 năm 1809  | Không có tên                         | Bồ Đào Nha     | Ponte das Barcas, Oporto                           | Hàng ngàn dân thường đã chết khi cố gắng vượt qua cây cầu Ponte das Barcas trong một nỗ lực tuyệt vọng để thoát khỏi quân đội của Thống chế Soult đang tấn công Oporto trong Chiến tranh Napoléon. Cây cầu đã không thể chịu được sức nặng của một lượng lớn người như vậy, và đã bị sập.                       |
| 110           | 12 tháng 2 năm 1823  | Bi kịch lễ hội năm 1823              | Malta          | Valletta                                           | Khoảng 110 cậu bé đã chết trong tình trạng thương tâm khi cố gắng rời khỏi Tu viện của Minori Osservanti trong lễ kỷ niệm Lễ hội Carnival. |
| 65            | 19 tháng 2 năm 1849  | Thảm họa nhà hát Royal               | Vương quốc Anh | Glasgow, Scotland                                  | Một cuộc thương vong đã xảy ra tại nhà hát Royal, Dunlop Street, khi các khán giả vội vã chạy thoát khỏi tòa nhà trong một vụ hỏa hoạn. |
| 43            | 20 tháng 11 năm 1851 | Thảm họa trường hợp ở khu vực thứ 19 | Hoa Kỳ         | New York City                                      | Học sinh chết ngạt sau khi người bảo vệ cầu thang không thành công trong khi lũ trẻ đang chạy trốn đám cháy. |
| 20            | 16 tháng 1 năm 1865  | Không có tên                         | Vương quốc Anh | Dundee, Scotland                                   | Lối vào chính của hội trường âm nhạc là một cầu thang đi xuống với một loạt các cổng mở vào bên trong. Khi cánh cổng mở, đám đông đã đẩy những người phía trước xuống khiến 20 người thiệt mạng, 3/4 trong độ tuổi từ 12 đến 18 tuổi.                                                                           |
| 19            | 10 tháng 10 năm 1872 | Không có tên                         | Ba Lan         | Ostrowo                                            | 19 phụ nữ và trẻ em đã tử vong trong một vụ giẫm đạp và dẫn đến việc sập cầu thang một giáo đường Do Thái trong thời gian diễn ra lễ hội Yom Kippur. Sự cố mất đèn gas đã khiến ban công của giáo đường Do Thái (có vẻ như là phòng trưng bày của phụ nữ) chìm vào bóng tối, khiến những người phụ nữ hoảng sợ. |
| 278           | 5 tháng 12 năm 1876  | Nhà hát Brooklyn cháy                | Hoa Kỳ         | Brooklyn, New York                                 | [ 13 ] |
| 12            | 30 tháng 5 năm 1883  | Không có tên                         | Hoa Kỳ         | Brooklyn Bridge, New York                          | [ 14 ] |
| 183           | 16 tháng 6 năm 1883  | Thảm họa Victoria Hall               | Vương quốc Anh | Sunderland, England                                | 183 trẻ em từ 3 đến 14 tuổi đã bị nghiền nát khi hơn 1.100 trẻ em lao xuống cầu thang bị chặn để lấy quà từ các nghệ sĩ sau khi kết thúc một chương trình tạp kỹ. |
| 40            | 14 tháng 10 năm 1883 | Không có tên                         | Đế quốc Nga    | Ziwonka, Podolia (ngày nay là Ukraine)             | Tiếng hú giả của đám cháy trong phòng trưng bày phụ nữ giáo đường Do Thái gây ra sự chú ý khi mọi người đổ xô về phía lối ra. |
| 1,389         | 18 tháng 5 năm 1896  | Thảm kịch Khodynka                   | Đế quốc Nga    | Khodynka Field, Moscow (ngày nay là Liên bang Nga) | Một trong những người khao khát có được quà trong lễ đăng quang của Sa hoàng Nicholas II - 1.300 người khác đã bị thương. |

## Thế kỷ 20
| Số người chết | Thời gian diễn ra   | Tên sự cố                | Quốc gia | Địa điểm                               | Mô tả |
| ------------- | ------------------- | ------------------------ | -------- | -------------------------------------- | --- |
| 13            | 24 tháng 3 năm 2000 | Thảm họa hộp đêm Throb   | Nam Phi  | Chatsworth, KwaZulu-Natal              | 13 trẻ em đã thiệt mạng và 100 người bị thương sau cơn hoảng loạn bùng phát sau vụ nổ ống đựng hơi cay tại hộp đêm tổ chức một bữa tiệc của 600 trẻ em từ 11 đến 14 tuổi. |
| 9             | 20 tháng 6 năm 2000 | Thảm họa lễ hội Roskilde | Đan Mạch | Roskilde                               | 9 người đã bị đè bẹp sau khi ngã xuống vào lúc đám đông lao lên sân khấu. 26 người khác bị thương, 3 người trong số đó bị thương nặng.                                    |
| 12            | 9 tháng 7 năm 2000  | Không có tên             | Zimbabwe | Sân vận động Thể thao Quốc gia, Harare | 12 khán giả tại vòng loại World Cup đã chết khi cố gắng rời khỏi sân vận động sau khi cảnh sát bắn hơi cay để kiểm soát đám đông.                                         |

## Thế kỷ 21
| Số người chết | Thời gian diễn ra    | Tên sự cố                                  | Quốc gia                         | Địa điểm                                        | Mô tả |
| ------------- | -------------------- | ------------------------------------------ | -------------------------------- | ----------------------------------------------- | --- |
| 35            | 5 tháng 3 năm 2001   | Vụ giẫm đạp Hajj 2001                      | Saudi Arabia                     | Mina                                            | 35 người hành hương Hajj bị giẫm chết trong đám đông ở nghi lễ ném đá của quỷ. |
| 43            | 11 tháng 4 năm 2001  | Thảm họa sân vận động Ellis Park           | Nam Phi                          | Johannesburg                                    | 43 người tử vong. |
| 127           | 9 tháng 5 năm 2001   | Thảm họa sân vận động thể thao Accra       | Ghana                            | Sân vận động Quốc gia Accra                     | 127 người thiệt mạng trong một trận đấu bóng đá giữa Kumasi Asante Kotoko và Accra Hearts of Oak sau khi cảnh sát bắn hơi cay vào những kẻ bạo loạn. |
| 11            | 21 tháng 7 năm 2001  | Vụ giẫm đạp Akashi                         | Nhật Bản                         | Akashi, Hyōgo                                   | 11 người thiệt mạng và 247 người bị thương do đám đông đè bẹp sau màn bắn pháo hoa. |
| 7             | 21 tháng 12 năm 2001 | Không có tên                               | Bulgaria                         | Sofia                                           | 7 trẻ em, từ 10 đến 14 tuổi, đã bị đè chết trên cầu thang dẫn đến lối vào của một vũ trường. |
| 14            | 11 tháng 2 năm 2003  | Không có tên                               | Saudi Arabia                     | Mina                                            | Nghi lễ ném đá của quỷ cướp đi sinh mạng của 14 người hành hương. |
| 21            | 17 tháng 2 năm 2003  | Vụ giẫm đạp hộp đêm E2 2003                | Hoa Kỳ                           | Chicago, Illinois                               | 21 người đã thiệt mạng ở lối ra cầu thang dẫn đến hộp đêm, sau khi bình xịt hơi cay được sử dụng trên một sàn nhảy ở tầng trên. |
| 100           | 20 tháng 2 năm 2003  | Vụ cháy hộp đêm The Station                | Hoa Kỳ                           | West Warwick, Rhode Island                      | 100 người đã chết, nhiều người trong số họ bị chà đạp. |
| 251           | 1 tháng 2 năm 2004   | Vụ giẫm đạp Hajj 2004                      | Saudi Arabia                     | Mina                                            | 251 người đã thiệt mạng tại Cầu Jamarat trong Lễ ném đá của quỷ. |
| 37            | 5 tháng 2 năm 2004   | Vụ giẫm đạp Miyun 2004                     | Trung Quốc                       | Miyun County, Bắc Kinh                          | Ít nhất 37 người thiệt mạng và 15 người bị thương trong đám đông ở Lễ hội Đèn lồng Công viên Mihong. |
| 21            | 12 tháng 4 năm 2004  | Vụ giẫm đạp Sari                           | Ấn Độ                            | Lucknow                                         | Ít nhất 21 phụ nữ đã thiệt mạng trong tình trạng thương tâm sau khi mọi người đổ xô đi thu thập sari miễn phí. |
| 3             | 1 tháng 9 năm 2004   | Không có tên                               | Saudi Arabia                     | Jeddah                                          | 3 người chết trong một vụ đánh nhau tại cửa hàng IKEA. |
| 291           | 25 tháng 1 năm 2005  | Vụ giẫm đạp đền Mandher Devi               | Ấn Độ                            | Maharashtra                                     | 291 người đã thiệt mạng khi những người hành hương theo đạo Hindu đến gần đền Mandhradevi. |
| 7             | 25 tháng 3 năm 2005  | Không có tên                               | Iran                             | Tehran                                          | 7 người thiệt mạng sau trận Iran-Nhật Bản (vòng loại World Cup 2006) khi rời sân vận động Azadi. |
| 953           | 31 tháng 8 năm 2005  | Vụ giẫm đạp cầu Baghdad                    | Iraq                             | Baghdad                                         | Ít nhất 953 người thiệt mạng. |
| 42            | 18 tháng 12 năm 2005 | Vụ giẫm đạp Chennai tháng 12 năm 2005      | Ấn Độ                            | Chennai                                         | 42 người đã thiệt mạng khi hàng cứu trợ lũ lụt được trao cho những người tị nạn vô gia cư. |
| 345           | 12 tháng 1 năm 2006  | Vụ giẫm đạp Hajj 2006                      | Saudi Arabia                     | Mina                                            | 345 người đã thiệt mạng tại Cầu Jamarat trong cuộc ném đá của quỷ dữ. |
| 3             | 4 tháng 2 năm 2006   | Không có tên                               | Brazil                           | São Paulo                                       | 3 người đã thiệt mạng trong một buổi hòa nhạc quá đông của nhóm RBD Mexico. Buổi biểu diễn diễn ra tại một bãi đậu xe của siêu thị. |
| 78            | 4 tháng 2 năm 2006   | Vụ giẫm đạp PhilSports Arena               | Philippines                      | Metro Manila                                    | 78 người đã thiệt mạng tại địa điểm tổ chức lễ kỷ niệm đầu tiên chương trình tạp kỹ Wowowee của ABS-CBN. |
| 51            | 12 tháng 9 năm 2006  | Không có tên                               | Yemen                            | Ibb Governorate                                 | 51 người thiệt mạng và hơn 200 người bị thương trong một cuộc biểu tình. |
| 12            | 2 tháng 6 năm 2007   | Không có tên                               | Zambia                           | Chililabombwe                                   | 12 người đã thiệt mạng trong một trận đánh nhau ở cuối trận bóng đá giữa Zambia và Cộng hòa Congo. |
| 14            | 3 tháng 10 năm 2007  | Không có tên                               | Ấn Độ                            | Mughalsarai                                     | Ít nhất 14 phụ nữ bị đè chết tại một nhà ga xe lửa. |
| 6             | 5 tháng 10 năm 2007  | Không có tên                               | Bắc Triều Tiên                   | Sunchon                                         | Sau khi đám đông 15.000 người theo dõi một cuộc hành quyết công khai trong một sân vận động, 6 người đã bị đè chết và 34 người bị thương. |
| 3             | 11 tháng 11 năm 2007 | Không có tên                               | Trung Quốc                       | Trùng Khánh                                     | 3 người thiệt mạng và hơn 30 người bị thương tại Siêu thị Carrefour khi cửa hàng giảm giá 20% dầu ăn. |
| 11            | 9 tháng 2 năm 2008   | Vụ giẫm đạp Bandung 2008                   | Indonesia                        | Bandung                                         | 11 người đã thiệt mạng tại buổi ra mắt album của ban nhạc Metal Beside. |
| 9             | 27 tháng 3 năm 2008  | Không có tên                               | Ấn Độ                            | Ashok Nagar, Madhya Pradesh                     | 9 người thiệt mạng và hơn chục người bị thương tại một ngôi đền trong một cuộc hành hương. |
| 12            | 20 tháng 6 năm 2008  | Thảm kịch hộp đêm Divine của New           | Mexico                           | Mexico City                                     | Ít nhất 12 người thiệt mạng và 13 người bị thương tại một quán ăn đêm trong một cuộc đột kích của cảnh sát. |
| 142           | 3 tháng 8 năm 2008   | Vụ giẫm đạp Naina Devi                     | Ấn Độ                            | Himachal Pradesh                                | Ít nhất 142 người thiệt mạng và 47 người bị thương trong một vụ giẫm đạp tại đền Naina Devi sau khi một hầm trú mưa bị sập, điều mà những người thờ phượng nhầm tưởng là một vụ lở đất. |
| 11            | 14 tháng 9 năm 2008  | Không có tên                               | DRC                              | Butembo                                         | Ít nhất 11 người đã thiệt mạng khi một cuộc bạo động được phát tán bằng hơi cay trong một trận đấu bóng đá. |
| 224           | 30 tháng 9 năm 2008  | Vụ giẫm đạp Jodhpur 2008                   | Ấn Độ                            | Jodhpur                                         | |
| 20            | 2 tháng 10 năm 2008  | Không có tên                               | Tanzania                         | Tabora                                          | |
| 1             | 28 tháng 11 năm 2008 | Không có tên                               | Hoa Kỳ                           | Long Island                                     | |
| 19            | 29 tháng 3 năm 2009  | Vụ giẫm đạp Houphouët-Boigny Arena         | Côte d'Ivoire                    | Abidjan                                         | |
| 5             | 9 tháng 9 năm 2009   | Không có tên                               | Ấn Độ                            | Delhi                                           | |
| 0             | 15 tháng 11 năm 2009 | Vụ giẫm đạp Millennium Point 2009          | Vương quốc Anh                   | Birmingham                                      | |
| 8             | 8 tháng 12 năm 2009  | Không có tên                               | Trung Quốc                       | Tương Hương, Hồ Nam                             | |
| 71            | 4 tháng 3 năm 2010   | Vụ giẫm đạp Pratapgarh                     | Ấn Độ                            | Kunda Pratapgarh, Uttar Pradesh                 | |
| 0             | 4 tháng 5 năm 2010   | Không có tên                               | Hà Lan                           | Amsterdam                                       | |
| 0             | 5 tháng 6 năm 2010   | Không có tên                               | Nam Phi                          | Tembisa, Johannesburg                           | |
| 21            | 24 tháng 7 năm 2010  | Thảm họa Love Parade                       | Đức                              | Duisburg                                        | |
| 347           | 22 tháng 11 năm 2010 | Vụ giẫm đạp ở Phnom Penh                   | Cambodia                         | Phnôm Pênh                                      | Thảm họa giẫm đạp tại Phnôm Pênh xảy ra vào ngày 22 tháng 11 năm 2010 khi 347 người thiệt mạng và 755 người khác bị thương trong một sự cố náo loạn trong Lễ hội nước Khmer tại thủ đô Phnôm Pênh của Campuchia. |
| 102           | 15 tháng 1 năm 2011  | Vụ giẫm đạp Sabarimala 2011                | Ấn Độ                            | Kerala                                          | |
| 3             | 15 tháng 1 năm 2011  | Không có tên                               | Hungary                          | Budapest                                        | |
| 12            | 12 tháng 2 năm 2011  | Không có tên                               | Nigeria                          | Port Harcourt                                   | |
| 2             | 19 tháng 10 năm 2011 | Không có tên                               | Vương quốc Anh                   | Northampton                                     | |
| 16            | 8 tháng 11 năm 2011  | Không có tên                               | Ấn Độ                            | Haridwar                                        | |
| 2             | 22 tháng 11 năm 2011 | Không có tên                               | Indonesia                        | Jakarta                                         | |
| 1             | 10 tháng 11 năm 2012 | Không có tên                               | Nam Phi                          | Johannesburg                                    | |
| 74            | 1 tháng 2 năm 2012   | Náo loạn sân vận động Port Said            | Ai Cập                           | Port Said                                       | |
| 3             | 18 tháng 3 năm 2012  | Không có tên                               | Ai Cập                           | Cairo                                           | |
| 5             | 1 tháng 11 năm 2012  | Thảm kịch Madrid Arena 2012                | Tây Ban Nha                      | Madrid                                          | |
| 18            | 19 tháng 11 năm 2012 | Không có tên                               | Ấn Độ                            | Patna, Bihar                                    | |
| 60            | 1 tháng 1 năm 2013   | Vụ giẫm đạp Houphouët-Boigny 2013          | Côte d'Ivoire                    | Abidjan                                         | |
| 10            | 1 tháng 1 năm 2013   | Không có tên                               | Angola                           | Luanda                                          | |
| 242           | 27 tháng 1 năm 2013  | Hỏa hoạn tại câu lạc bộ đêm Kiss           | Brazil                           | Santa Maria                                     | |
| 36            | 10 tháng 2 năm 2013  | Vụ giẫm đạp Kumbh Mela 2013                | Ấn Độ                            | Allahabad                                       | |
| 4             | 19 tháng 5 năm 2013  | Không có tên                               | Nigeria                          | Lagos                                           | |
| 17            | 14 tháng 7 năm 2013  | Không có tên                               | Indonesia                        | Nabire, Papua                                   | |
| 115           | 13 tháng 10 năm 2013 | Vụ giẫm đạp Madhya Pradesh 2013            | Ấn Độ                            | Madhya Pradesh                                  | |
| 28            | 2 tháng 11 năm 2013  | Không có tên                               | Nigeria                          | Uke, Anambra state                              | |
| 14            | 5 tháng 1 năm 2014   | Không có tên                               | Trung Quốc                       | Tây Cát, Ninh Hạ                                | |
| 18            | 18 tháng 1 năm 2014  | Vụ giẫm đạp Mumbai 2014                    | Ấn Độ                            | Mumbai                                          | |
| 24            | 15 tháng 3 năm 2014  | Thảm họa tuyển dụng Sở Di trú Nigeria 2014 | Nigeria                          | Various                                         | |
| 14            | 25 tháng 4 năm 2014  | Không có tên                               | DRC                              | Kikwit                                          | |
| 15            | 11 tháng 5 năm 2014  | Thảm họa Stade Tata Raphaël 2014           | DRC                              | Kinshasa                                        | |
| 34            | 29 tháng 7 năm 2014  | Không có tên                               | Guinea                           | Ratoma, Conakry                                 | |
| 32            | 3 tháng 10 năm 2014  | Vụ giẫm đạp Patna 2014                     | Ấn Độ                            | Patna                                           | |
| 7             | 10 tháng 10 năm 2014 | Vụ giẫm đạp Multan 2014                    | Pakistan                         | Multan District                                 | |
| 11            | 21 tháng 11 năm 2014 | Vụ giẫm đạp sân vận động Kwekwe            | Zimbabwe                         | Kwekwe                                          | |
| 36            | 31 tháng 12 năm 2014 | Vụ giẫm đạp Thượng hải 2014                | Trung Quốc                       | Thượng Hải                                      | |
| 28            | 8 tháng 2 năm 2015   | Vụ giẫm đạp sân vận động 30 tháng 6        | Ai Cập                           | Cairo                                           | |
| 16            | 17 tháng 2 năm 2015  | Vụ giẫm đạp ngày hội Haiti 2015            | Haiti                            | Port-au-Prince                                  | |
| 23            | 9 tháng 7 năm 2015   | Không có tên                               | Bangladesh                       | Mymensingh                                      | |
| 27            | 14 tháng 7 năm 2015  | Không có tên                               | Ấn Độ                            | Godavari River, Andhra Pradesh                  | |
| 11            | 10 tháng 8 năm 2015  | Không có tên                               | Ấn Độ                            | Jharkhand                                       | |
| 2,400+        | 24 tháng 9 năm 2015  | Vụ giẫm đạp Mina 2015                      | Saudi Arabia                     | Mina                                            | Ngày 24 tháng 09 năm 2015 đã xảy ra một vụ đám đông chèn ép, xô đẩy và giẫm đạp tại thánh địa Mecca, có ít nhất 2,070 nạn nhân đã chết. Đây là tai nạn diễn ra trong kỳ Hajj gây thiệt mạng nhiều nhất kể từ sự cố năm 1990 mà trong đợt đó, 1.426 người đã thiệt mạng. Đây cũng là nguyên nhân dẫn tới Cạnh tranh ảnh hưởng giữa Ả Rập Xê Út và Iran. |
| 3             | 14 tháng 10 năm 2015 | Không có tên                               | Ba Lan                           | Bydgoszcz                                       | |
| 12            | 25 tháng 10 năm 2015 | Không có tên                               | Cộng hòa Hồi giáo Afghanistan    | Taloqan                                         | |
| 0             | 15 tháng 11 năm 2015 | Không có tên                               | Malta                            | Paceville                                       | |
| 300           | 2 tháng 10 năm 2016  | Cuộc biểu tình ở Ethiopian 2016            | Ethiopia                         | Various                                         | |
| 24            | 15 tháng 10 năm 2016 | Không có tên                               | Ấn Độ                            | Varanasi                                        | |
| 6             | 14 tháng 1 năm 2017  | Không có tên                               | Ấn Độ                            | Sagar Island                                    | |
| 17            | 10 tháng 2 năm 2017  | Không có tên                               | Angola                           | Uíge                                            | |
| 8             | 6 tháng 3 năm 2017   | Không có tên                               | Zambia                           | Lusaka                                          | |
| 2             | 11 tháng 3 năm 2017  | Không có tên                               | Argentina                        | Olavarría                                       | |
| 2             | 22 tháng 3 năm 2017  | Không có tên                               | Trung Quốc                       | Bộc Dương                                       | |
| 40            | 2 tháng 6 năm 2017   | Vụ tấn công resorts World Manila           | Philippines                      | Pasay, Metro Manila                             | |
| 3             | 3 tháng 6 năm 2017   | Vụ giẫm đạp Turin 2017                     | Ý                                | Turin                                           | |
| 8             | 6 tháng 7 năm 2017   | Không có tên                               | Malawi                           | Lilongwe                                        | |
| 8             | 15 tháng 7 năm 2017  | Không có tên                               | Senegal                          | Dakar                                           | |
| 2             | 29 tháng 7 năm 2017  | Không có tên                               | Nam Phi                          | Nasrec, Johannesburg                            | |
| 3             | 16 tháng 9 năm 2017  | Không có tên                               | Bangladesh                       | Cox's Bazar                                     | |
| 22            | 29 tháng 9 năm 2017  | Không có tên                               | Ấn Độ                            | Mumbai                                          | |
| 0             | 30 tháng 9 năm 2017  | Không có tên                               | Pháp                             | Amiens                                          | |
| 3             | 4 tháng 11 năm 2017  | Không có tên                               | Ấn Độ                            | Simaria                                         | |
| 15            | 19 tháng 11 năm 2017 | Không có tên                               | Morocco                          | Sidi Boulaalam                                  | |
| 0             | 24 tháng 11 năm 2017 | Hoảng loạn tại rạp xiếc Oxford             | Vương quốc Anh                   | London                                          | |
| 10            | 18 tháng 12 năm 2017 | Không có tên                               | Bangladesh                       | Chittagong                                      | |
| 1             | 10 tháng 1 năm 2018  | Không có tên                               | Ấn Độ                            | Rohtas district                                 | |
| 1             | 12 tháng 5 năm 2018  | Không có tên                               | Sierra Leone                     | Freetown                                        | |
| 10            | 14 tháng 5 năm 2018  | Không có tên                               | Bangladesh                       | Chittagong                                      | |
| 0             | 27 tháng 5 năm 2018  | Không có tên                               | Ấn Độ                            | Bihar Sharif                                    | |
| 19            | 16 tháng 6 năm 2018  | Vụ giẫm đạp El Paraíso                     | Venezuela                        | Caracas                                         | |
| 2             | 8 tháng 8 năm 2018   | Không có tên                               | Ấn Độ                            | Chennai                                         | |
| 1             | 9 tháng 9 năm 2018   | Không có tên                               | Madagascar                       | Antananarivo                                    | |
| 5             | 17 tháng 9 năm 2018  | Không có tên                               | Angola                           | Luanda                                          | |
| 6             | 8 tháng 12 năm 2018  | Vụ giẫm đạp Corinaldo                      | Ý                                | Corinaldo                                       | |
| 3             | 28 tháng 12 năm 2018 | Không có tên                               | Nam Phi                          | Pretoria                                        | |
| 3             | 17 tháng 3 năm 2019  | Không có tên                               | Vương quốc Anh                   | Cookstown, Northern Ireland                     | |
| 16            | 26 tháng 6 năm 2019  | Vụ giẫm đạp Antananarivo                   | Madagascar                       | Antananarivo                                    | 16 người thiệt mạng và 101 người bị thương trước một buổi hòa nhạc nhân Ngày Độc lập lần thứ 59 của đất nước tại Sân vận động thành phố Mahamasina. Buổi biểu diễn sắp bắt đầu và mọi người tin rằng họ có thể vào sân vận động và bắt đầu xô đẩy, nhưng cảnh sát vẫn đóng cửa.                                                                        |
| 5             | 22 tháng 8 năm 2019  | Không có tên                               | Algeria                          | Algiers                                         | 5 thanh thiếu niên và thanh niên bị giết trong tình trạng thương tâm tại một buổi hòa nhạc rap Soolking. |
| 0             | 7 tháng 9 năm 2019   | Không có tên                               | Hoa Kỳ                           | Austin                                          | Một số học sinh cho biết bị giẫm đạp, nhưng không có trường hợp nào bị thương nặng hoặc tử vong. Trường đại học đã giải quyết vấn đề an toàn trong các trận đấu trên sân nhà vào cuối mùa giải khi các quan chức công bố chính sách tuyển sinh mới bắt đầu với Bang Oklahoma tại UT game vào ngày 21 tháng 9 năm 2019.                                 |
| 31            | 10 tháng 9 năm 2019  | Vụ giẫm đạp Karbala                        | Iraq                             | Karbala                                         | Ít nhất 31 người hành hương thiệt mạng và ít nhất 100 người khác bị thương. |
| 3             | 9 tháng 11 năm 2019  | Vụ giẫm đạp buổi hòa nhạc Neutro Shorty    | Venezuela                        | Caracas                                         | Ba thanh thiếu niên bị giết trong tình trạng thương tâm trước một buổi hòa nhạc. |
| 9             | 1 tháng 12 năm 2019  | Không có tên                               | Brazil                           | São Paulo                                       | 9 người thiệt mạng trong một vụ giẫm đạp sau một vụ lộn xộn gây hoảng loạn tại Paraisópolis, São Paulo. |
| 56            | 7 tháng 1 năm 2020   | Vụ giẫm đạp Qasem Soleimani                | Iran                             | Kerman                                          | Ít nhất 56 người thiệt mạng và 200 người bị thương trong đám tang của tướng Qasem Soleimani. |
| 20            | 1 tháng 2 năm 2020   | Không có tên                               | Tanzania                         | Moshi, Kilimanjaro                              | Ít nhất 20 người thiệt mạng và 16 người bị thương tại một nhà thờ. Vụ việc diễn ra khi hơn 4.500 người tham dự đang được dẫn qua một lối ra để họ có thể đi trên "dầu xức" trong một buổi cầu nguyện do Boniface Mwamposa, một nhà thuyết giáo nổi tiếng lãnh đạo Bộ Arise and Shine Tanzania dẫn đầu.                                                 |
| 14            | 4 tháng 2 năm 2020   | Vụ giẫm đạp trường tiểu học Kakamega       | Kenya                            | Kakamega                                        | 14 học sinh thiệt mạng trong vụ sập cầu thang khi các học sinh đi về. |
| 20            | 17 tháng 2 năm 2020  | Không có tên                               | Niger                            | Diffa                                           | 20 người thiệt mạng trong khi thực phẩm, quần áo và dầu ăn đang được phân phát, hầu hết cho những người tị nạn từ Nigeria. |
| 3             | 21 tháng 5 năm 2020  | Vụ giẫm đạp Maligawatta 2020               | Sri Lanka                        | Maligawatta                                     | 3 người thiệt mạng khi tiền đang được phân phát, hầu hết là cho cư dân vào đêm trước tháng Ramadan. |
| 13            | 22 tháng 8 năm 2020  | Vụ giẫm đạp Los Olivos                     | Peru                             | Lima                                            | Ít nhất 13 người thiệt mạng và 6 người bị thương ở quận Los Olivos, khi cảnh sát đột kích hộp đêm Thomas Restobar để phá đám tụ tập bất hợp pháp trong bối cảnh đại dịch COVID-19. |
| 15            | 21 tháng 10 năm 2020 | Vụ giẫm đạp Afghanistan Visa               | Cộng hòa Hồi giáo Afghanistan    | Jalalabad                                       | Ít nhất 15 người thiệt mạng (11 phụ nữ) và nhiều người khác bị thương trong một đám đông tại một sân vận động, sau khi hàng nghìn người tụ tập để xin giấy phép đến Pakistan khi đơn xin thị thực được nối lại sau bảy tháng tạm dừng do đại dịch COVID-19.                                                                                            |
| 45            | 21 tháng 3 năm 2021  | Vụ giẫm đạp Dar es Salaam 2021             | Tanzania                         | Dar es Salaam                                   | 45 người thiệt mạng tại sân vận động Uhuru. |
| 45            | 30 tháng 4 năm 2021  | Vụ giẫm đạp Meron 2021                     | Israel                           | Meron                                           | Ít nhất 45 người đã thiệt mạng và hàng chục người khác bị thương nặng trong một đám đông tại cuộc hành hương Meron hàng năm ở Lag BaOmer. Các nhà tổ chức ước tính rằng 100.000 người, phần lớn trong số họ là người Do Thái cực đoan chính thống và cảnh sát, đã đến vào đêm 29 tháng 4.                                                              |
| 10            | 5 tháng 11 năm 2021  | Vụ giẫm đạp lễ hội Astroworld              | Hoa Kỳ                           | Houston                                         | Ít nhất 10 người thiệt mạng và nhiều người khác bị thương trong đám đông quá khích tại Lễ hội Astroworld do rapper Travis Scott tổ chức tại NRG Park. 300 người đã được điều trị vết thương và 11 người bị ngừng tim. |
| 12            | 1 tháng 1 năm 2022   | Vụ giẫm đạp đền Vaishno Devi               | Ấn Độ                            | Vaishno Devi Temple, Jammu and Kashmir          | 12 người chết và 16 người bị thương trong một cuộc đụng độ tại một ngôi đền Hindu, nguyên nhân là do dòng người đổ xô đến chúc mừng năm mới. |
| 8             | 24 tháng 1 năm 2022  | Vụ giẫm đạp Yaoundé                        | Cameroon                         | Olembe Stadium, Yaoundé                         | Ít nhất 8 người thiệt mạng khi cố gắng vào sân vận động để xem trận bóng đá Cúp các quốc gia châu Phi năm 2021. |
| 31+           | 28 tháng 5 năm 2022  | Vụ giẫm đạp Port Harcourt                  | Nigeria                          | Port Harcourt, Rivers State                     | Ít nhất 31 người đã thiệt mạng trong một sự kiện từ thiện ở Câu lạc bộ Polo Port Harcourt, được tổ chức bởi Kings Assembly Pentecostal Church. Hàng trăm người đã đến với hy vọng nhận được thực phẩm và quần áo miễn phí đã phá hàng rào, gây ra một sự hoảng loạn.                                                                                   |
| 2             | 17 tháng 6 năm 2022  | Vụ giẫm đạp Gelora Bandung Lautan Api      | Indonesia                        | Sân vận động Gelora Bandung Lautan Api, Bandung | Ít nhất hai người thiệt mạng khi cố gắng vào sân xem trận Cúp bóng đá của Tổng thống Indonesia. |
| 135           | 1 tháng 10 năm 2022  | Thảm họa sân Kanjuruhan năm 2022           | Indonesia                        | Sân vận động Kanjuruhan, Malang, Đông Java      | Ít nhất 135 người hâm mộ bóng đá đã thiệt mạng trong một vụ giẫm đạp vì hơi cay được bắn vào bên trong sân vận động sau trận Super East Java Derby giữa đội chủ nhà Arema FC và Persebaya Surabaya dẫn đến một cuộc bạo loạn. |
| 155+          | 29 tháng 10 năm 2022 | Vụ giẫm đạp Halloween tại Itaewon          | Hàn Quốc                         | Itaewon, Seoul                                  | Vụ giẫm đạp Halloween tại Itaewon diễn ra vào ngày 29 tháng 10 năm 2022, một sự cố chèn ép gây chết người do đám đông đã xảy ra tại một lễ hội Halloween ở Itaewon-dong, Yongsan-gu, Seoul, Hàn Quốc. Ít nhất 156 người chết, 149 người bị thương và 4.024 người mất tích.                                                                             |
| 11            | 30 tháng 10 năm 2022 | Vụ giẫm đạp buổi hòa nhạc Kinshasa         | Democratic Republic of the Congo | Kinshasa                                        | Đám đông đã bị nghiền nát tại buổi biểu diễn của siêu sao Fally Ipupa ở sân vận động Martyrs. |